# Castello di Achau
Il castello Achau si trova nel comune austriaco di Achau nel distretto di Mödling, in Bassa Austria, accorpato alla città di Vienna.

## Storia

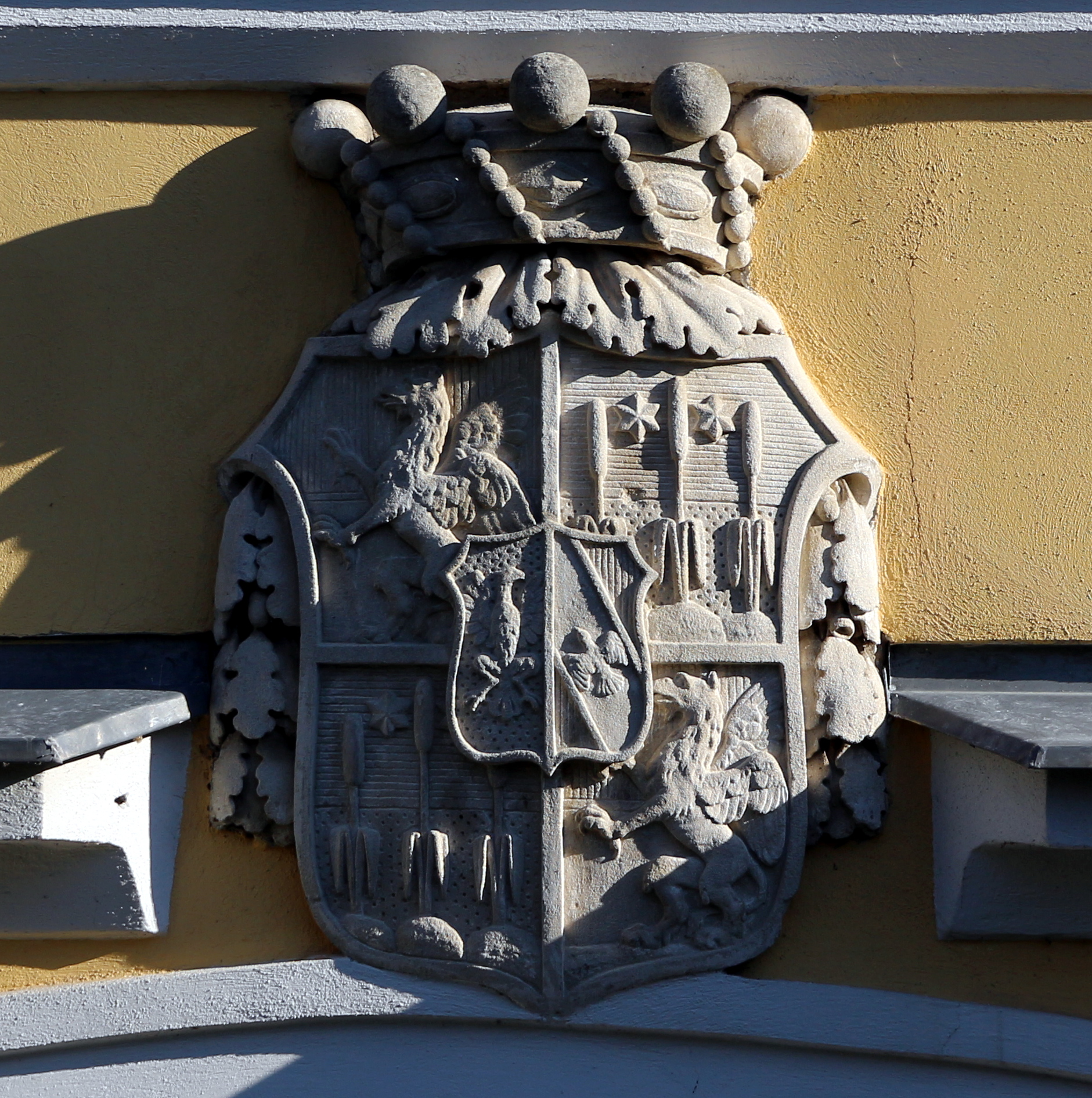
Stemma nobiliare presente sulla facciata del castello di Achau

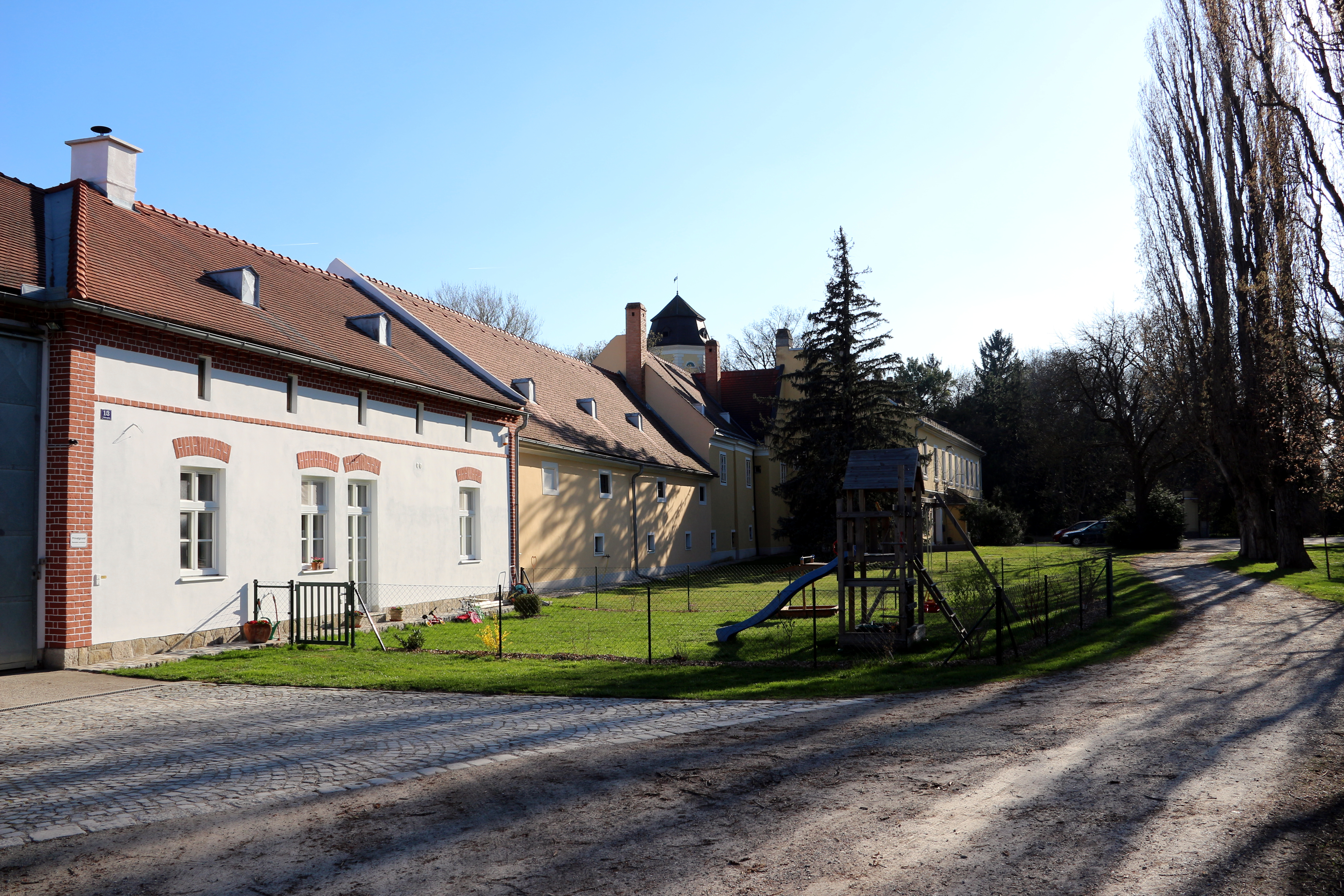
Veduta esterna

Le prime fonti su documenti del castello di Achau risalgono al XII secolo ma è solo alla fine del XV secolo che si hanno notizie di un assalto alla fortezza da parte delle truppe del re d'Ungheria e Croazia Mattia Corvino. Attorno al 1650 il castello venne ricostruito con un fossato per disposizione del vescovo Ulrich Grappler di Trappenburg. Nel 1732 entrò tra le proprietà della famiglia von Moser e durante la seconda guerra mondiale venne gravemente dammeggiato. Nel secondo dopoguerra del XX secolo venne ricostruito e restaurato con leggere modifiche rispetto alla struttura precedente.

## Descrizione
Il castello è divenuto una dimora gentilizia ed è circondato da un fossato. Si trova nel centro di Achau circondato dal parco e non è visibile dalla strada. L'edificio a tre piani e quattro ali racchiude un cortile rettangolare. La torre all'angolo sud-est spicca per le sue dimensioni e si nota anche a distanza. Sopra il portale di accesso si trova lo stemma in pietra dei baroni von Moser.